# Сладкий ноябрь (фильм, 1968)
«Сладкий ноябрь» (англ. Sweet November) — фильм Роберта Эллиса Миллера 1968 года. В основе фильма пьеса Хермана Раучера.
На основе фильма 1968 года в 2001 году была снята ещё одна версия фильма.

## Сюжет
Успешный британский бизнесмен Чарли Блэйк (Энтони Ньюли) знакомится c Сарой Дивер (Сэнди Дэннис), когда они оба сдают экзамен на водительские права в Нью-Йорке. Сара пытается получить несколько ответов от него, но в итоге Чарли исключён за списывание. Затем они вновь сталкиваются друг с другом и идут на свидание.
Когда они приходят в её квартиру, Чарли встречает Алонсо (Теодор Бикель), старого друга Сары. Затем в помещение врывается Ричард (Сэнди Барон), он умоляет её позволить ему остаться с ней, но она уже упаковала его сумку. После того как он уходит, Чарли спрашивает её, почему Ричард называл его своим преемником. Она объясняет, что она имеет «специальную программу терапии»: она проводит с мужчиной не более месяца, чтобы диагностировать и исправить любую проблему, которая у него есть. Ричард был октябрём, и она хочет Чарли на ноябрь. Она считает, что его беда — это его преданность своей работе. Чарли соглашается, но его интересует только короткая интрижка. Он говорит своему работнику Дигби (Кинг Муди), чтобы тот отправил ему телеграмму через неделю, так чтобы у него был повод уйти.
Со временем, однако, Чарли начинает влюбляться (в первый раз в своей жизни) в неординарную Сару. Когда он получает условленную телеграмму, он звонит Дигби сказать ему, чтобы провёл важную деловую встречу сам. Клем Батчман (Burr DeBenning), ещё один «проект» Сары, проявляется, заставляя Чарли ревновать, пока Сара не сообщает ему, что он просто хочет представить ей свою невесту, Кэрол (Мардж Дюсей). Между тем Чарли начинает подозревать, что Сара может быть больна. Когда он спрашивает Алонзо, его худшие опасения подтвердились: у Сары осталось мало времени. Она живёт и поступает так, чтобы её помнили после того, как она уйдёт из жизни.
Чарли старается изо всех сил, чтобы заставить её нарушить изобретённые ею правила, и считает, что ему удалось. Позже она признаётся Алонзо, что, в отличие от всех остальных, она полюбила Чарли, но хочет, чтобы он помнил её такой, какая она теперь. Таким образом, когда наступает декабрь, и вместе с ним появляется неуклюжий Гордон, она тайно упаковывает сумку Ноября. Чарли неохотно уходит, обещая ей, что никогда не забудет её.

## В ролях
- Сэнди Деннис — Сара
- Энтони Ньюли — Чарли Блэйк
- Теодор Бикель — Алонзо
- Берр Де Беннинг — Клем Батчман
- Сэнди Бэрон — Ричард
- Мардж Дюсэй — Кароль